# 파타고사우루스
파타고사우루스(Patagosaurus)는 중생대 쥐라기 중기(약 1억 7,800만년 전~1억 6,500만년 전)에 남아메리카 대륙에 서식한 초식공룡이다. '용반류'-'용각아목'-'케티오사우루스과'에 속한다. 최초 화석은 아르헨티나 부근의 파타고니아(Patagonia) 지역에서 발견되었고, 이 지명에서 유래하여 학명이 지어졌다. 학명의 의미는 "파타고니아의 도마뱀"이다. 전체 몸 길이는 약 18m, 체중은 15t 정도 나갔을 것으로 추정된다.